# Велик е нашият войник
„Велик е нашият войник“ е един от най-популярните български маршове и военни песни, някога марш на Двадесет и трети пехотен шипченски полк, понастоящем химн на Българската армия.

## Създаване
Воинският химн „Велик е нашият войник“ е композиран за един ден през 1916 година по време на Първата световна война край Охридското езеро от Михаил Шекерджиев, редник в 23-ти полк на Осма пехотна тунджанска дивизия по текст на журналиста подпоручик Константин Георгиев Попов. На следващия ден песента е изпълнена от войнишки хор на 23-ти полк. Малко по-късно Иван Влаев от Габрово отпечатва песента в голям тираж, като на гърба на всяко издание по желание на Шекерджиев пише: „Приходът от продажбата е за семействата на убитите от полка войници“.
По политически причини, през различните исторически периоди, оригиналният текст се преработва. Особено драстични промени текстът търпи след 9 септември 1944 г.
За химн на Българската армия е обявен със заповед на министъра на отбраната Бойко Ноев на 31 май 2001 година.

## Оригинален текст на химна
Великъ е нашиятъ войникъ!

Великъ, великъ, великъ!

Измокренъ, гладенъ, уморенъ,

безъ отдихъ би се день и нощь,

бърдата цепи разяренъ

съ страшния си викъ „На ножъ!“.

Отъ Китка литна въ единъ мигъ,

прѣцапа Тимока дълбокъ,

при Равна, Вина, Лѣсковикъ,

черта му пѫть самиятъ Богъ.

При Маврово, заровенъ в снѣгъ,

съ рѫцѣ прѣмръзнали се би,

въ Ботумъ отвори пѫть за Дринъ,

прокуди врага до единъ!

И пакъ спокоенъ, мълчаливъ,

при Охридъ днесъ той стои

и чака новъ врагъ да срази

съ страшния си викъ „На ножъ!“.

## Текст от 1945 до 1990 г.
Велик е нашият войник!

Велик, велик, велик!

Измокрен, гладен, уморен,

Без отдих би се ден и нощ,

Бърдата цепи разярен

Със страшния си вик "На нож!"

За него Шипка пее днес,

За него Одрин днес мълви.

Венци на доблест и на чест

Хайдушкият Балкан му сви.

Пленил бе той знамена безчет,

С „Ура“ превзе Люлебургаз.

От Драва и от Мур навред

Се чу победният му глас.

И пак безстрашен и суров, 

На бойния си пост е той, 

За бащин край и днес готов 

Да литне във победен бой.